# نیکلاس فرگوسن
نیکلاس فرگوسن (انگلیسی: Nicholas Ferguson) (زاده ۲۴ اکتبر ۱۹۴۸) کارآفرین، بازرگان و مدیر ارشد اجرایی بریتانیایی است، که در حال حاضر به‌عنوان رییس هیئت مدیره شرکت بی‌اسکای‌بی فعالیت می‌کند.